# Wakefieldia
Wakefieldia — рід грибів родини Octavianiaceae. Назва вперше опублікована 1953 року.

## Класифікація
До роду Wakefieldia відносять 3 види:
- Wakefieldia macrospora
- Wakefieldia punctata
- Wakefieldia striaespora